# Isoetes ulei
Isoetes ulei är en kärlväxtart som beskrevs av Georg Heinrich Weber. Isoetes ulei ingår i släktet braxengräs, och familjen Isoetaceae. Inga underarter finns listade i Catalogue of Life.